# Marcin Orawski
Marcin Orawski (ur. 1970 w Skoczowie) – polski duchowny luterański, radca duchowny Konsystorza Kościoła Ewangelicko-Augsburskiego w RP oraz Diecezji Wrocławskiej, biskup-elekt diecezji wrocławskiej.

## Życiorys
Ukończył studia w Chrześcijańskiej Akademii Teologicznej w Warszawie oraz Podyplomowe Studium Religioznawstwa Uniwersytetu Warszawskiego. Praktykę przedordynacyjną odbywał w parafii w  Skoczowie i w Bielsku. 1 lutego 1998 został ordynowany na duchownego i skierowany do służby wikariackiej w parafii Opatrzności Bożej we Wrocławiu. W 2003 został wybrany na stanowisko proboszcza pomocniczego, a w 2017 na proboszcza tejże parafii .
Delegat duchownych do Synodu Kościoła XIII, XIV i XV kadencji. Radca Konsystorza Kościoła w kadencji 2022–2026. 22 marca 2025 wybrany na biskupa diecezji wrocławskiej.

Wraz z żoną Iwoną wychowują dwie córki

## Wybrane odznaczenia
- Brązową Odznaką „Za zasługi w pracy penitencjarnej” (2010)[1].